# ميرغيم فويفودا
ميرغيم فويفودا (Mërgim Vojvoda) (مواليد 1 فبراير 1995) هو لاعب كرة قدم كوسوفي دولي. يلعب حالياً لصالح نادي تورينو الذي ينشط في الدوري الإيطالي الدرجة الأولى.

## وصلات خارجية
- ميرغيم فويفودا على موقع الاتحاد الدولي (مؤرشف)  (الإنجليزية)
- ميرغيم فويفودا على موقع الاتحاد الأوربي (الإنجليزية)
- ميرغيم فويفودا على موقع قاعدة بيانات كرة القدم.إي يو (الإنجليزية)
- ميرغيم فويفودا على موقع ناشيونال فوتبول تيمز (الإنجليزية)
- ميرغيم فويفودا على موقع Soccerbase.com (لاعب) (الإنجليزية)
- ميرغيم فويفودا على موقع Soccerway.com (الإنجليزية)
- ميرغيم فويفودا على موقع عالم كرة القدم.نت (الإنجليزية)